# 56
Aquesta pàgina és per a l'any. Per al nombre, vegeu cinquanta-sis.
AD 56 (LVI) va ser un any de traspàs començat en dijous del calendari julià. Aleshores, a l'Imperi Romà era conegut com l'Any del Consolat de Saturní i Escipió (o, amb menys freqüència, any 809Ab urbe condita ). La denominació 56 dC per a aquest any s'ha utilitzat des del període medieval primerenc, quan l'Anno Domini era del calendari es va convertir en el mètode prevalent a Europa per nomenar els anys.

## Esdeveniments

### Llocs

#### Imperi romà
- Publius Clodius Thrasea Paetus és cònsol.[3]
- Roma entra en guerra amb l'Imperi Part.[4]

### Temàtiques

#### Religió
- Pau de Tars escriu la Primera Epístola als Corintis. (data probable)

## Naixements
- Tàcit historiador romà.[5]